# Justicia amazonica
Justicia amazonica är en akantusväxtart som först beskrevs av Christian Gottfried Daniel Nees von Esenbeck, och fick sitt nu gällande namn av Gustav Lindau. Justicia amazonica ingår i släktet Justicia och familjen akantusväxter. Inga underarter finns listade i Catalogue of Life.